# Respirar
Respirar é o oitavo álbum de estúdio da cantora brasileira Patricia Marx, lançado em 2002. Trata-se de seu primeiro sob o contrato com a gravadora Trama.
O lançamento ocorreu cinco anos após Charme do Mundo, de 1998, tempo no qual fez aparições modestas nos veículos de comunicação e apresentações mais intimistas, e um número substancial de mudanças ocorrera na sua vida pessoal: casou-se, teve um filho (Arthur, a quem dedica a música "Chegou" do álbum) e tornou-se budista.
A sonoridade é experimental, traz estilos que vão de lounge a bossa nova, e inaugura no mercado fonográfico brasileiro o chamado nu soul. As letras falam sobre maternidade, relacionamentos e budismo. O encarte do CD é feito de material reciclado e possui um belo grafismo. De surpresa, há um remix de "Demais pra esquecer", escondido na última faixa.
Para promovê-lo, quatro faixas ganharam singles físicos em disco de vinil: "Despertar", "Submerso" e "...E O Meu Amor Vi Passar / Earth", sendo as duas últimas partes do mesmo single.
Enquanto a recepção do público foi modesta, as resenhas da crítica especializada foram favoráveis, com elogios aos arranjos e a voz da cantora. Na lista do jornal Folha de S.Paulo de melhores álbuns de 2002, aparece na posição de número 28.

## Antecedentes e produção
Em 1998, Patricia Marx lançou seu último disco da fase Lux Music, que incluiu Ficar com Você (1994), Quero Mais (1995) e por fim Charme do Mundo. Com o contrato encerrado, ficou longe da TV e do rádio, por opção, e passou a fazer pequenos shows acústicos em São Paulo com standards de jazz e bossa nova. Casou-se com o produtor e executivo Bruno E., e teve um filho, Arthur.
Em 2002, assinou contrato com a gravadora Trama, da qual seu marido era executivo, sob o qual teria mais liberdade artística do que nas outras ocasiões. Segundo ela: "Em 1998, estava sem inspiração, desgostosa e cansada de ser artista. Nesse disco quis me desvincular da música comercial, do sucesso, da ânsia de querer vender".
Esse tempo no qual sua rotina de trabalho desacelerou, foi o essencial para surgir a inspiração para o que seria o seu oitavo em carreira solo. Após uma série de pesquisas o trabalho seguiu uma sonoridade de música eletrônica, em especial o drum and bass e o trip hop, e o estilo "nu soul", da qual foi percursora no Brasil, esse último consiste em uma releitura da tradição da soul music, adicionando novos timbres e harmonias. Seu contato com o Budismo, também foi primordial para escrever as onze das doze letras que compõem a lista de faixas. Em reportagem a revista Tpm, foi mencionado que três álbuns serviram de inspiração: My Funny Valentine, do Chet Baker com o Stan Getz; Canção do Amor Demais, da Elisete Cardoso e Creating Patterns do 4hero.

## Lançamento e divulgação
A faixa "Demais pra Esquecer" ganhou um videoclipe, dirigido por Kiko Ribeiro e Ricardo Fernandes, gravado no Centro Velho em São Paulo, no qual a cantora anda pelas ruas da cidade atordoada por um ex-namorado que lhe entrega flores e desaparece. A gravadora Trama, financiou viagens da cantora, bem como de parte de seus contratados, para divulgação do trabalho e da música brasileira em países da Europa, no mesmo ano. Nesse contexto, Marx revelou em entrevistas que pretendia ficar na Inglaterra, com o marido (e executivo da gravadora) e o filho de 3 anos, segundo ela: "Acho que lá é mais fácil para o tipo de som que faço. Quero entrar em contato com outros produtores, estudar música e dança". A divulgação também incluiu shows em território nacional, como no festival Projeto Identidade Brasileira.

## Recepção crítica
| Críticas profissionais | Críticas profissionais |
| Avaliações da crítica  | Avaliações da crítica  |
| Fonte                  | Avaliação              |
| ---------------------- | ---------------------- |
| AllMusic               | [ 8 ]                  |
| CliqueMusic            | [ 19 ]                 |
| ISTOÉ Gente            | [ 20 ]                 |

As resenhas da crítica especializada foram, em maioria, favoráveis. Philip Jandovský do site estadunidense AllMusic, avaliou com quatro estrelas de cinco e escreveu que o novo som "é muito mais ambicioso e impressionante do que sua marca usual de pop leve" e que os vocais lembram os de cantores de R&B moderno. Ele elogiou a sonoridade polida e a produção "minuciosa e arrumada", embora tenha pontuado que tais características parecem serem usadas "como uma fachada brilhante para esconder uma certa falta de ideias e melodias fortes".
Silvia Ruiz, da revista ISTOÉ Gente, avaliou com três estrelas de cinco e escreveu que "Patrícia fez um disco que tem um braço no Brasil" (por ter sido feito e planejado por brasileiros) mas "os dois pés lá fora", visto que a atmosfera calma (como a da bossa nova) "deve agradar os ouvidos japoneses e europeus", que na época consumiam bastante o estilo.
Marco Antonio Barbosa, do site CliqueMusic, avaliou com suas estrelas de cinco e o definiu como "Leve e relax como o ato de respirar - por isso mesmo, cai bem o título". E elegeu como seu melhor aspecto "a nítida noção de que Patrícia investe primeiro em sua música, e depois no possível verniz eletrônico-modernizador".

## Lista de faixas
Créditos adaptados do CD Respirar, de Patricia Marx, lançado em 2002.
| N.º | Título                                          | Compositor(es)                                | Duração |  |
| 1.  | "Chegou"                                        | Patricia Marx / Bruno E.                      | 4:27    |  |
| 2.  | "Recomeçar"                                     | Patricia Marx / Bruno E.                      | 5:28    |  |
| 3.  | "Demais pra esquecer"                           | Patricia Marx / Mad Zoo                       | 5:19    |  |
| 4.  | "Sem pensar"                                    | Patricia Marx / Mad Zoo                       | 2:54    |  |
| 5.  | "Despertar"                                     | Patricia Marx / Bruno E.                      | 4:48    |  |
| 6.  | "Earth"                                         | Patricia Marx / Bruno E.                      | 5:48    |  |
| 7.  | "Submerso"                                      | Patricia Marx / Marc Clair                    | 3:51    |  |
| 8.  | "Nova dimensão"                                 | Patricia Marx / Mad Zoo                       | 4:04    |  |
| 9.  | "Desamor"                                       | Patricia Marx / Mad Zoo                       | 3:36    |  |
| 10. | "Close"                                         | Patricia Marx / Ady Harley                    | 4:23    |  |
| 11. | "Dona Música" (com Wilson Simoninha)            | Patricia Marx / Dego McFarlane / Kaidi Tatham | 3:37    |  |
| 12. | "...E o meu amor vi passar" (com João Parahyba) | Patricia Marx / Bruno E. / Gilberto Estebes   | 2:54    |  |